# Marian Kot
Marian Kot (ur. 1912, zm. 2003) – polski duchowny adwentystyczny, w latach 1954–1955 przewodniczący Unii Adwentystów Dnia Siódmego w Polsce.

## Życiorys
Jako 14-latek został wypędzony z domu przez ojca za przyjęcie adwentyzmu. W latach 1926–1928 mieszkał z rodziną Jana Kulaka, który przygotowywał go do chrztu świętego. Po II wojnie światowej wszedł w skład Rady Unii Adwentystów Dnia Siódmego w Polsce, której był przewodniczącym od października  1954 do września 1955, kiedy zastąpił go dotychczasowy wiceprzewodniczący Gustaw Baron.